# Metaphycus chermis
Metaphycus chermis är en stekelart som först beskrevs av Etienne Laurent Joseph Hippolyte Boyer de Fonscolombe 1832.  Metaphycus chermis ingår i släktet Metaphycus och familjen sköldlussteklar. Inga underarter finns listade i Catalogue of Life.